# 第2軍団パルティカ
第2軍団パルティカ(Legio II Parthica, Legio Secunda Parthica)は、ローマ軍団の一つ。197年にセプティミウス・セウェルスによってパルティア遠征のために編成された。したがってコグノーメンは「パルティカ」と称される。この軍団は5世紀初頭においても未だ活動が盛んであった。軍団の紋章は雄牛とケンタウロス。

## パルティア戦役及びカストラ・アルバナ
第1軍団、第3軍団の姉妹軍団とともに第2軍団パルティカは東部前線のために編成される。戦役は成功裏に終わり、パルティアの首都クテシフォンは陥落した。その後軍団はイタリアのローマ近郊に駐屯、カストラ・アルバナ(Castra Albana)を駐屯地とした 。この軍団がこの2世紀の間でイタリア半島に駐在する最初の軍団となった。属州には赴任せず、ローマの本国に駐在するため、この軍団は帝政ローマの不安定化要因に対する備えとしても、または内部反乱分子に対する治安維持部隊としても機能していた。3世紀の危機にあるように、この時代の皇帝はしばしば簒奪者の登場に悩まされており、この軍団を首都近郊に駐在させたセプティミウス・セウェルスは簒奪者の出現の危険性を理解していた。
しかしながら、軍団はセウェルスのもとで208年から211年にかけてブリテン島の戦役、カラカラのもとでは213年アラマン族への戦いに赴いている。次に再びパルティアへ赴くが、217年第2軍団の司令官マクリヌスがカラカラの暗殺に関与、軍団はシリア属州のアパメアに駐在するが、そこでマクリヌスを見捨てヘリオガバルスの側につく。ヘリオガバルスは帝位を請求し、マクリヌスをアンティオキアの戦いで敗った。その功績によりヘリオガバルスから「ピア・フィデリス・ピア・アエテルナ（Pia Fidelis Felix Aeterna - 『永遠に誠実で忠実、敬虔な軍団』の意）」のコグノーメンが贈られた。

### アレクサンドロス・セウェルスとマクシミヌスの時代
213年にはアレクサンドロス・セウェルスの麾下でサーサーン朝ペルシアと交戦、のちに皇帝とゲルマニア属州に帰還。235年にアレクサンドロスが暗殺された頃にはモグンティアクムに赴任していた。その後の権力闘争では軍団はマクシミヌス・トラクスの側につくが、元老院は238年にマクシミヌスを国家の敵として断罪、ゴルティアヌス3世を皇帝として認めた。これに対してマクシミヌスは軍団を率いてローマへ進軍、その中に第2軍団パルティカもいた。この間第2軍団は司令官の価値を値踏みした結果、マクシミヌスを支持し続けるのは良くないと判断。そしてローマの元老院にたどり着く前にマクシミヌスを殺してしまう。このような一連の第2軍団の動きは3世紀のローマ軍団が行った政治的な動きの典型的な例として記憶されている。この功績に対して第2軍団は国家の敵を支持した事への恩赦が与えられ、アルバン山脈の駐屯地へ戻る事を許された。
それから数十年間軍団は一部の属州で援軍のような働きをしており、3世紀の絶え間ない玉座をかけた戦いでは先兵としてあり続けた。ガッリエヌスは軍団に対して「クィンキエス・フィレリス・クィンキエス・ピア（V Fidelis V Pia-『五たび忠実で五たび誠実な軍団』の意）」と「セクシエス・フィデリス・セクシエス・ピア（VI Fidelis VI Pia - 『六たび忠実で六たび誠実な軍団』の意）の称号を授けられている。
この称号が授けられた時、軍団はどこに駐在していたのかはわかってはいない。考えうる他の条件が同じだとすると、ウァレリアヌスと息子であり共同統治者のガッリエヌスは250年代末にはこの軍団を東に連れて行く可能性はあった。もしなっていたら軍団はシャープール1世によって敗北、ウァレリヌスとともに捕囚の憂き目に巻き込まれていたであろう事は推測できる。しかしマクリアヌスの反乱やゼノビアのパルミラの半独立勢力など、次々と巻き込まれかねないリスクを第2軍団が回避でき得たという事、またはガッリエヌスから敬意ある継承を贈られたという事から察すると、軍団は父親のウァレリアヌスではなく、ガッリエヌスの指揮下にあったものと考えられる。しかしながら、可能性は低いものの、叛乱者マクリアヌスの指揮下にあって敗北、ガッリエヌスによって赦され帝国内に戻っていた可能性も否定できない。マケドニアにはユピテル神の感謝を捧げ、そしてガッリエヌスの「安全と健康（pro salute et incolumitate）」を祈る碑文が残されており、またローマには242年の記録で軍団の「才あるゴルディアナとフォルトゥーナ」に感謝を捧げ、ゴルディアヌスとその妻の安全を祈る碑文が残されているが、軍団の動向についてはほとんど何もわかってはいない。